# Alcohol propargílico
El Alcohol propargílico, o 2-propin-1-ol, es un compuesto orgánico el cual es un alcohol primario que contiene unido un grupo etinilo.  El alcohol propargílico es un líquido incoloro miscible en agua y en la mayoría de los solventes orgánicos polares. Tiene un olor característico que recuerda al de los geranios del género Pelargonium.
El alcohol propargílico puede polimerizar por calentamiento o adición de una base.  Es utilizado como inhibidor de la corrosión, en soluciones de complejos metálicos, como intermediario en síntesis orgánicas, como solvente estabilizador y como aditivo abrillantador en el electroplateado para fabricación de espejos. Industrialmente se prepara a partir de acetileno y formaldehído en una reacción de Arens-van Dorp.
El alcohol propargílico irrita la piel y las mucosas.